# کمیچن
کمیچن (به لهستانی:  Kmiczyn) یک روستا در لهستان است که در گمینا واشچوو واقع شده‌است. کمیچن  ۳۲۰ نفر جمعیت دارد.